# Klarobelia pandoensis
Klarobelia pandoensis är en kirimojaväxtart som beskrevs av Laurentius 'Lars' Willem Chatrou. Klarobelia pandoensis ingår i släktet Klarobelia och familjen kirimojaväxter. Inga underarter finns listade i Catalogue of Life.